# Ліквідація надзвичайних ситуацій техногенного та природного характеру
Ліквідація надзвичайних ситуацій техногенного та природного характеру - проведення комплексу заходів, які включають аварійно-рятувальні та інші невідкладні роботи, що здійснюються у разі виникнення надзвичайних ситуацій техногенного та природного характеру і спрямовані на припинення дії небезпечних факторів, рятування життя та збереження здоров'я людей, а також на локалізацію зон надзвичайних ситуацій техногенного та природного характеру.

## Оперативно-рятувальна служба України
Кодексом цивільного захисту України головним  аварійно-рятувальним підрозділом держави визначено Оперативно-рятувальну службу цивільного захисту України Державної служби України з надзвичайних ситуацій.